# Torralba de Calatrava
Torralba de Calatrava ist ein zentralspanischer Ort und eine Gemeinde (municipio) mit 3.075 Einwohnern (Stand: 2024) im Zentrum der Provinz Ciudad Real in der autonomen Region Kastilien-La Mancha.

## Lage und Klima
Torralba de Calatrava liegt in der weitgehend ebenen und wasserarmen Landschaft von La Mancha knapp 15 Kilometer (Fahrtstrecke) ostnordöstlich der Provinzhauptstadt Ciudad Real bzw. ca. 200 km südlich von Madrid in einer Höhe von ca. 620 m. Durch die Gemeinde fließt der Guadiana. Die Autovía A-43 führt im Süden an der Ortschaft vorbei.
Das Klima ist gemäßigt bis heiß; der eher spärliche Regen (ca. 420 mm/Jahr) fällt – mit Ausnahme der zumeist eher trockenen Sommermonate – verteilt übers Jahr.

## Bevölkerungsentwicklung
| Jahr      | 1970 | 1981 | 1991 | 2001 | 2011 | 2021 |
| Einwohner | 3897 | 3129 | 3042 | 2898 | 3163 | 2990 |

Trotz der Mechanisierung der Landwirtschaft, der Aufgabe bäuerlicher Kleinbetriebe („Höfesterben“) und dem daraus resultierenden Verlust von Arbeitsplätzen ist die Einwohnerzahl der Gemeinde in der zweiten Hälfte des 20. Jahrhunderts nur leicht gesunken.

## Sehenswürdigkeiten
- Reste der alten Burganlage mit der Patio de Comedias
- Dreifaltigkeitskirche von 1541
- Christuskapelle aus dem 18. Jahrhundert
- Marienkapelle (Ermita de Immaculada Concepción)